# Антероградная амнезия
Антероградная амнезия (от лат. anterior «находящийся впереди» и gradus «ступень», «уровень») — нарушение памяти о событиях после начала заболевания. Термин введён в психиатрию Теодюлем Рибо в 1881 году.
Антероградная амнезия связана с нарушением перемещения информации из кратковременной в долговременную память и/или с разрушением хранимой информации. Впоследствии память может восстанавливаться, но не в полной мере, остаются пробелы на период после травмы.
Амнезия может продолжаться часы, дни и даже недели. Поведение больных в этот период, затем подвергшийся забытию, вполне правильное, они отдают себе во всём отчёт, но потом вся их деятельность пропадает из памяти.

## Причины
Помимо заболевания, причиной этого типа амнезии также может быть расстройство сознания (особое состояние сознания, сумеречное помрачение сознания), черепно-мозговая травма, инсульт, эпилептический припадок, болезненное психическое состояние. В случае амнезии после расстройства сознания способность запоминать события может восстановиться в ближайшее время. При антероградной амнезии сохраняется память о событиях, произошедших до начала заболевания или до травмы.
Антероградную амнезию могут вызывать транквилизаторы группы бензодиазепинов при использовании доз препарата, близких к верхней границе терапевтического диапазона (документирована для доз бромазепама 6 мг), при использовании более высоких доз риск амнезии увеличивается. Также антероградную амнезию могут вызвать золпидем, темазепам, алпразолам, валокордин-доксиламин.

## В культуре
- Помни — фильм Кристофера Нолана, в котором это расстройство есть у главного героя.
- 50 первых поцелуев — фильм: симптом проявляется у героини, которая не помнит события вчерашнего дня.
- Anterograde tommorow — литературное произведение, в котором главный герой страдает данным типом амнезии.
- В поисках Немо — мультфильм, один из персонажей которого, рыбка Дори, страдает таким же заболеванием.
- Восприятие — в сериале, произведённом компанией ABC Studios, в 1 сезоне в серии с названием «86-й» проявляется у Лисбан, чуть не умершей от рук возлюбленного.
- До рассвета — у главной героини это заболевание.
- Эф: История воспоминаний — одна из главных героинь, Тихиро, страдает этим заболеванием, вследствие которого она каждый день забывает главного героя Рэндзи.